# Bed Chem
〈Bed Chem〉은 미국 가수 사브리나 카펜터의 여섯 번째 정규 앨범 《Short n' Sweet》 (2024)에 수록된 노래이다. 카펜터가 줄리아 마이클스, 에이미 앨런과 함께 작곡했으며, 존 라이언과 이안 커크패트릭이 프로듀싱을 맡았다. 아일랜드 레코드는 2024년 10월 8일 이 곡을 미국 컨템포러리 히트 라디오에 네 번째 싱글로 발매하였다. 팝, 신스팝, 디스코, 알앤비 장르의 곡으로, 신시사이저 기반의 사운드를 특징으로 한다. 가사는 한 남성에게 끌리는 카펜터의 감정을 담고 있으며, 그로 인해 상상하게 되는 만족스러운 성적 경험을 다루고 있다.
일부 음악 평론가는 〈Bed Chem〉에 대해 긍정적인 평가를 내렸으나, 다른 이들은 독창성이 부족하고 성적인 가사가 문제라고 지적했다. 이 곡은 빌보드 핫 100에서 14위로 데뷔하며 최고 순위를 기록했으며, 미국 외 지역에서는 오스트레일리아, 아일랜드, 뉴질랜드, 필리핀, 싱가포르, 영국 차트에서 상위 10위 안에 들었다. 또한, 오스트레일리아에서 더블 플래티넘을, 캐나다, 영국, 미국에서 플래티넘 인증을 받았다. 카펜터는 〈Bed Chem〉을 자신의 다섯 번째 콘서트 투어 Short n' Sweet Tour (2024~2025)의 세트리스트에 포함시켰다.

## 배경 및 개발
2021년 1월, 사브리나 카펜터는 아일랜드 레코드와 음반 계약을 체결했다. 2024년 3월, 그녀는 여섯 번째 정규 앨범을 작업 중이라고 발표하며 새로운 장르를 탐구하고 있으며, 이번 앨범이 자신의 삶에서 새로운 장을 열어줄 것이라고 기대한다고 밝혔다. 코첼라 공연을 앞두고, 카펜터는 2024년 4월 11일에 〈Espresso〉라는 싱글을 발매할 것이라고 발표했다. 이 곡은 예상치 못한 성공을 거두며 빌보드 글로벌 200 차트에서 그녀의 첫 1위 싱글이 되었고, 빌보드 핫 100에서도 처음으로 상위 10위 안에 들었다. 이후 6월에는 〈Please Please Please〉를 발표했으며, 이 곡은 빌보드 핫 100 1위를 기록했다.
카펜터는 자신의 가장 친한 친구와 함께 침대를 공유했을 때, 동시에 잠들고 깨어난 경험을 바탕으로 〈Bed Chem〉이라는 제목을 구상했다. 그들은 "침대에서의 궁합이 정말 좋다"라고 말했고, 이후 카펜터는 비슷한 느낌을 주는 한 남성을 만난 뒤 이 곡을 만들게 되었다. 카펜터는 줄리아 마이클스, 에이미 앨런과 함께 곡을 작곡했으며, 존 라이언과 이안 커크패트릭이 프로듀싱을 맡았다. 공식 발표에 앞서, Paper의 에리카 캠벨은 이 곡이 카펜터의 관능적인 면을 강조한 곡이라고 평했다. 카펜터는 곡의 창작 과정에 대해 농담조로 "스튜디오 안이 아주 후끈했다. 정말 뜨겁고 강렬한 분위기였다"라고 말하며, "섹시하면서도 가볍게 즐길 수 있는 곡을 만들고 싶었다"라고 덧붙였다. 또한, 그녀는 크리스티나 아길레라를 이 곡의 영감으로 언급하며, 아길레라를 비롯해 자신이 어린 시절 듣던 음악이 곡의 복고풍 분위기에 영향을 주었다고 밝혔다.
공식 발표에 앞서, 뉴욕 곳곳에는 카펜터의 키와 관련된 트윗이 적힌 광고판이 등장하기 시작했다. 2024년 6월 3일, 그녀는 앨범 제목인 《Short n' Sweet》과 앨범 커버 아트를 공개했다. 7월 9일에는 트랙 리스트가 공개되었으며, 〈Bed Chem〉은 여섯 번째 트랙으로 수록되었다. 이 곡은 2024년 8월 23일 디지털 다운로드 및 스트리밍을 통해 공개되었으며, 아일랜드 레코드는 10월 8일 이 곡을 미국 컨템포러리 히트 라디오(CRH) 싱글로 발매했다. 또한, 2025년 1월 10일 7인치 바이닐 형식으로도 출시되었다.

## 차트
| 차트 (2024–2025)                       | 최고 순위 |
| -------------------------------------- | --------- |
| 호주 (ARIA)                            | 10        |
| 캐나다 (캐나디안 핫 100)               | 17        |
| 크로아티아 국제 에어플레이 (탑 리스타) | 84        |
| 에스토니아 에어플레이 (톱히트)         | 10        |
| 빌보드 글로벌 200 (《빌보드》)         | 14        |
| 그리스 국제 (IFPI)                     | 47        |
| 아일랜드 (IRMA)                        | 5         |
| 리투아니아 에어플레이 (톱히트)         | 57        |
| 네덜란드 (싱글 팁)                     | 2         |
| 뉴질랜드 (Recorded Music NZ)           | 9         |
| 나이지리아 (TurnTable Top 100)         | 82        |
| 필리핀 (Philippines Hot 100)           | 6         |
| 포르투갈 (AFP)                         | 30        |
| 싱가폴 (RIAS)                          | 10        |
| 스웨덴 (Sverigetopplistan)             | 65        |
| 영국 싱글 (오피셜 차트 컴퍼니)         | 6         |
| 미국 빌보드 핫 100                     | 14        |
| 미국 어덜트 컨템포러리 (《빌보드》)    | 27        |
| 미국 어덜트 탑 40 (《빌보드》)         | 21        |
| 미국 팝 송 (《빌보드》)                | 1         |
| 18                                     |           |

| 차트 (2024–2025)           | 최고 순위 |
| -------------------------- | --------- |
| Estonia Airplay (TopHit)   | 17        |
| Lithuania Airplay (TopHit) | 67        |

| 차트 (2024)                       | 최고 순위 |
| --------------------------------- | --------- |
| Philippines (Philippines Hot 100) | 79        |

## 인증
| 국가                               | 인증        | 판매량/출하량 |
| ---------------------------------- | ----------- | ------------- |
| 오스트레일리아 (ARIA)              | 2× 플래티넘 | 140,000       |
| 캐나다 (뮤직 캐나다)               | 플래티넘    | 80,000        |
| 뉴질랜드 (RMNZ)                    | 골드        | 15,000        |
| 포르투갈 (AFP)                     | 골드        | 5,000         |
| 영국 (BPI)                         | 플래티넘    | 600,000       |
| 미국 (RIAA)                        | 플래티넘    | 1,000,000     |
| 판매량+스트리밍을 기반으로 한 인증 |             |               |

## 발매 기록
| 지역 | 날짜            | 포맷                 | 레이블   | Ref.   |
| ---- | --------------- | -------------------- | -------- | ------ |
| 미국 | 2024년 10월 8일 | 컨템퍼러리 힛 라디오 | 아일랜드 | [ 16 ] |
| 다양 | 2025년 1월 10일 | 7인치 바이닐         | 아일랜드 | [ 17 ] |